# Zeynep Sönmez
Zeynep Sönmez (Istanbul, 30 aprile 2002) è una tennista turca.

## Biografia
Zeynep Sönmez ha vinto 4 titoli in singolare nel circuito ITF in carriera  . Il 5 maggio 2025 ha conseguito il best ranking in singolare issandosi sino alla 76ª posizione mondiale, mentre il 21 ottobre 2024 ha raggiunto la 584ª posizione in doppio.
Fa parte della squadra turca di Fed Cup, dove ha un bilancio complessivo di 3 vittorie e 1 sconfitta.
Ha fatto il suo debutto nel circuito maggiore al Libéma Open 2023, dove è riuscita a superare le qualificazioni sconfiggendo la russa Ekaterina Makarova e la statunitense Sachia Vickery, terza testa di serie. Nel suo primo tabellone principale è stata sconfitta dalla sesta testa di serie ed ex numero 4 del mondo Bianca Andreescu.
Il 3 novembre 2024, Zeynep ha vinto il primo titolo WTA della carriera in singolare al Mérida Open Akron di Mérida, sconfiggendo in finale la statunitense Ann Li con il punteggio di 6-2, 6-1. Sönmez diventa la seconda tennista turca a vincere un torneo del circuito maggiore da Çağla Büyükakçay al TEB BNP Paribas İstanbul Cup 2016. Questo risultato, le permette l'accesso nelle prime 100 della classifica WTA per la prima volta, precisamente al numero 91.

## Statistiche WTA

### Singolare

#### Vittorie (1)
| Legenda              |
| -------------------- |
| Grande Slam (0)      |
| Ori Olimpici (0)     |
| WTA Finals (0)       |
| WTA Elite Trophy (0) |
| Dal 2021             |
| WTA 1000 (0)         |
| WTA 500 (0)          |
| WTA 250 (1)          |

| N. | Data            | Torneo                    | Superficie | Avversaria in finale | Punteggio |
| 1. | 3 novembre 2024 | Mérida Open Akron, Mérida | Cemento    | Ann Li               | 6-2, 6-1  |

## Circuito WTA 125

### Singolare

#### Sconfitte (1)
| N. | Data              | Torneo                                | Superficie  | Avversaria in finale  | Punteggio   |
| 1. | 17 settembre 2023 | Zavarovalnica Sava Ljubljana, Lubiana | Terra rossa | Marina Bassols Ribera | 0-6, 6(2)-7 |

## Statistiche ITF

### Singolare

#### Vittorie (4)
| Torneo $100.000 (0) |
| Torneo $80.000 (0)  |
| Torneo $60.000 (0)  |
| Torneo $40.000 (1)  |
| Torneo $25.000 (1)  |
| Torneo $15.000 (2)  |

| N. | Data            | Torneo                            | Superficie  | Avversaria in finale   | Punteggio        |
| 1. | 12 gennaio 2020 | Club Megasaray Cup Series, Adalia | Terra rossa | Sapfo Sakellaridi      | 6-3, 2-6, 6-3    |
| 2. | 17 luglio 2022  | Magic Hotel Tours, Monastir       | Cemento     | Priska Madelyn Nugroho | 6-2, 4-6, 7–6(1) |
| 3. | 16 ottobre 2022 | Santa Marina Cup, Sozopol         | Cemento     | Dar'ja Astachova       | 7-5, 6-4         |
| 4. | 22 gennaio 2023 | PAF Open, Tallinn                 | Cemento (i) | Viktória Kužmová       | 7-6(5), 3-6, 6-3 |

#### Sconfitte (4)
| Torneo $100.000 (0) |
| Torneo $80.000 (0)  |
| Torneo $60.000 (0)  |
| Torneo $40.000 (0)  |
| Torneo $25.000 (1)  |
| Torneo $15.000 (3)  |

| N. | Data             | Torneo                            | Superficie  | Avversaria in finale | Punteggio        |
| 1. | 11 novembre 2018 | GD Tennis Cup, Adalia             | Cemento     | Darija Snihur        | 6-3, 6(3)-7, 3-6 |
| 2. | 12 maggio 2019   | Daikin Cup Tennis Series, Adalia  | Terra rossa | Eléonora Molinaro    | 5-7, 4-6         |
| 3. | 1º marzo 2020    | Club Megasaray Cup Series, Adalia | Terra rossa | Eléonora Molinaro    | 2-6, 2-6         |
| 4. | 28 agosto 2022   | Verbier Open, Verbier             | Terra rossa | Matilde Paoletti     | 2-6, 6-3, 6(2)-7 |